# Heinz Schilchegger
Heinz Schilchegger (ur. 16 października 1973 r.) – austriacki narciarz alpejski. Najlepsze wyniki w Pucharze Świata osiągnął w sezonie 2000/2001, kiedy to zajął 6. miejsce w klasyfikacji generalnej, a klasyfikacji slalomu był drugi. Najlepszym wynikiem Holzera na mistrzostwach świata było 4. miejsce w slalomie podczas mistrzostw świata w Sankt Anton. Na tych samych mistrzostwach był także szósty w slalomie gigancie. Nigdy nie startował na Igrzyskach Olimpijskich.

## Sukcesy

### Puchar Świata

#### Miejsca w klasyfikacji generalnej
- 1996/1997 – 45.
- 1997/1998 – 40.
- 1998/1999 – 31.
- 1999/2000 – 33.
- 2000/2001 – 6.
- 2001/2002 – 78.
- 2002/2003 – 20.
- 2003/2004 – 26.

#### Miejsca na podium
1. Sölden – 25 października 1998 (gigant) – 3. miejsce
2. Sierra Nevada – 14 marca 1999 (gigant) – 3. miejsce
3. Bormio – 18 marca 2000 (gigant) – 3. miejsce
4. Park City – 19 listopada 2000 (slalom) – 1. miejsce
5. Val d’Isère – 10 grudnia 2000 (gigant) – 2. miejsce
6. Val d’Isère – 17 grudnia 2000 (gigant) – 2. miejsce
7. Madonna di Campiglio – 19 grudnia 2000 (slalom) – 2. miejsce
8. Shiga Kōgen – 17 lutego 2001 (slalom) – 2. miejsce
9. Shiga Kōgen – 18 lutego 2001 (slalom) – 2. miejsce
10. Kitzbühel – 26 stycznia 2003 (slalom) – 3. miejsce
11. Adelboden – 7 lutego 2004 (gigant) – 3. miejsce